# Polycitor cerasus
Polycitor cerasus är en sjöpungsart som beskrevs av Kott 1990. Polycitor cerasus ingår i släktet Polycitor och familjen Polycitoridae. Inga underarter finns listade i Catalogue of Life.